# Lista över utmärkelser som mottagits av Elizabeth II

Elizabeth II:s personliga flagga

Storbritanniens drottning Elizabeth II (1926–2022) mottog flera utmärkelser under sitt liv. Ytterligare hade hon flera olika titlar.

## Titlar och namn
Den blivande drottningen döptes Elizabeth Alexandra Mary.
Då hon blev drottning år 1952 frågades henne vilket regentnamn skulle hon ta. Det sägs att den nya drottningen svarade "mitt eget, förstås (engelska: My own, of course)". Efter Elisabeths bortgång kallade Storbritanniens ex premiärminister Boris Johnson drottningen för Elizabeth den Stora (engelska: Elizabeth the Great) trots att hon inte ännu hade fått binamnet. År 2013 började en namninsamling för att ge binamnet den Stora. Den fick dock bara 9 underteckningar.
I Storbritannien var Elizabeths officiella fullständiga titel var "Elizabeth den andra av Guds nåde Förenade konungariket Storbritannien och Nordirlands och Hennes övriga rikens och territoriers Drottning, Samväldets överhuvud, Trons försvarare" (engelska: Elizabeth II, by the Grace of God, of the United Kingdom of Great Britain and Northern Ireland and of her other realms and territories Queen, Head of the Commonwealth, Defender of the Faith).
"Engelska kyrkans överguvernör" (engelska: Supreme Governor of the Church of England) var också en av hennes titlar eftersom hon var kyrkans ledare ex officio. Sista delen av hennes kungliga titel "Trons försvarare" syftar till detta.
Under Elizabeths tid som drottning hette Storbritanniens nationalsång God Save The Queen som flyttades till sin nuvarande form efter hennes bortgång.

### Kungliga titlar utanför Storbritannien
Då Elizabeth avled var hon statschef till 14 olika självständiga stater. Hon hade sin egen titel i varje land:
| Land                           | Titeln på engelska (och/eller på andra språk) | Källa         |
| ------------------------------ | --- | ------------- |
| Antigua och Barbuda            | Elizabeth the Second, by the Grace of God, Queen of Antigua and Barbuda and of Her other Realms and Territories, Head of the Commonwealth | [ 9 ]         |
| Australien                     | Elizabeth the Second, by the Grace of God Queen of Australia and Her other Realms and Territories, Head of the Commonwealth | [ 10 ]        |
| Bahamas                        | Elizabeth the Second, by the Grace of God, Queen of the Commonwealth of The Bahamas and of Her other Realms and Territories, Head of the Commonwealth | [ 11 ]        |
| Belize                         | Elizabeth the Second, by the Grace of God, Queen of Belize and of Her Other Realms and Territories, Head of the Commonwealth | [ 12 ]        |
| Grenada                        | Elizabeth the Second, by the Grace of God, Queen of the United Kingdom of Great Britain and Northern Ireland and of Grenada and Her other Realms and Territories, Head of the Commonwealth | [ 13 ]        |
| Jamaica                        | Elizabeth the Second, by the Grace of God of Jamaica and of Her other Realms and Territories Queen, Head of the Commonwealth | [ 14 ]        |
| Kanada                         | en: Elizabeth the Second, by the Grace of God of the United Kingdom, Canada and Her other Realms and Territories Queen, Head of the Commonwealth, Defender of the Faith fr: Elizabeth Deux, par la grâce de Dieu Reine du Royaume-Uni, du Canada et de ses autres royaumes et territoires, Chef du Commonwealth, Défenseur de la Foi                                                | [ 15 ] [ 16 ] |
| Nya Zeeland                    | en: Elizabeth the Second, by the Grace of God Queen of New Zealand and Her Other Realms and Territories, Head of the Commonwealth, Defender of the Faith mi: Erihāpeti Te Tuarua, I te atawhai a te Atua, ko ia nei te Kuini o Aotearoa me Ērā Atu o Ōna Whenua, Rohe hoki, te Ūpoko o te Kotahitanga o Ngā Whenua i Raro i Tōna Maru, te Kaipupuri i te Mana o te Hāhi o Ingarangi | [ 17 ]        |
| Papua Nya Guinea               | Elizabeth the Second, Queen of Papua New Guinea and Her other Realms and Territories, Head of the Commonwealth | [ 18 ]        |
| Saint Kitts och Nevis          | Elizabeth the Second, by the Grace of God of Saint Christopher and Nevis Queen, Head of the Commonwealth | [ 19 ]        |
| Saint Lucia                    | Elizabeth the Second, by the Grace of God Queen of Saint Lucia and of Her other Realms and Territories, Head of the Commonwealth | [ 20 ]        |
| Saint Vincent och Grenadinerna | Elizabeth the Second, by the Grace of God, Queen of Saint Vincent and the Grenadines and Her other Realms and Territories, Head of the Commonwealth | [ 21 ]        |
| Salomonöarna                   | Elizabeth the Second, by the Grace of God, Queen of Solomon Islands and Her other Realms and Territories, Head of the Commonwealth | [ 22 ]        |
| Tuvalu                         | Elizabeth the Second, by the Grace of God Queen of Tuvalu and of Her other Realms and Territories, Head of the Commonwealth | [ 23 ]        |

### Övriga titlar i Storbritannien och närliggande områden
| Land/ region          | Titeln på engelska (och/eller på andra språk) | Not                                                | Källa  |
| --------------------- | --------------------------------------------- | -------------------------------------------------- | ------ |
| Gibraltar             | Queen of Gibraltar                            |                                                    | [ 24 ] |
| Guernsey              | Duke of Normandy                              | Ej officiell titel                                 | [ 25 ] |
| Jersey                | Duke of Normandy                              | Ej officiell titel                                 | [ 25 ] |
| Isle of Man           | Lord of Mann                                  |                                                    | [ 25 ] |
| Hertigdömet Lancaster | Duke of Lancaster                             |                                                    | [ 26 ] |
| England               | Seigneur of the Swans                         |                                                    | [ 27 ] |
| Skottland             | Queen of Scots                                |                                                    | [ 28 ] |
| Wales                 | Bard Elizabeth O Windsor                      | förlorade år 2019 eftersom hon inte kunde kymriska | [ 29 ] |

### Övriga, mestadels inofficiella, titlar
| Land/ region                   | Titeln på engelska (och/eller på andra språk)      | Källa  |
| ------------------------------ | -------------------------------------------------- | ------ |
| Hongkong                       | Boss Lady (事頭婆; Jyutping: si6 tau4 po4)         | [ 30 ] |
| Ryssland                       | Gumman Liza (ryska: баба Лиза, baba Liza)          | [ 31 ] |
| Nebraska                       | Admiral in the Great Navy of the State of Nebraska | [ 32 ] |
| Jamaica                        | jam: Missis Queen                                  | [ 33 ] |
| Papua Nya Guinea               | tpi: Mama belong big family                        | [ 34 ] |
| Centralafrikanska federationen | Great White Mother of Africa                       | [ 35 ] |
| Storbritannien                 | Princess Auto Mechanic                             | [ 36 ] |
| Storbritannien                 | The World's Sweetheart                             | [ 37 ] |

## Orden i Samväldet

### Brittiska
Som Storbritanniens drottning var Elizabeth automatiskt stormästaren till följande orden:
- Strumpebandsorden
- Tistelorden
- Battorden
- Förtjänstorden
- Sankt Mikaels och Sankt Georgsorden
- Victoriaorden
- Distinguished Service Order
- Brittiska imperieorden
- Imperial Service Order
- Order of the Companions of Honour
- Brittiska Johanniterorden
- Sankt Patriksorden (vilande)
- Indiska stjärnorden (vilande)
- Kejsardömet Indiens orden (vilande)
- Indiska kronorden (vilande)

### Andra länder i Samväldet
- Kanadaorden (Kanada)[40]
- Kanadas militärförtjänstorden (Kanada)[41]
- Australienorden (Australien)[42]
- Queen's Service Order (Nya Zeeland)[43]
- Order of New Zealand (Nya Zeeland)[43]
- Nya Zeelands förtjänstorden (Nya Zeeland)[43]
- Saint Luciaorden (Saint Lucia)[44]
- Melanesiens stjärnas orden (Papua Nya Guinea)[45]
- Logohuorden (Papua Nya Guinea)[45]
- Tuvalus förtjänstorden (Tuvalu)[46]

## Utländska orden
- riddare av Elefantorden (Danmark)
- storkors av Dygdernas orden (Egypten)
- storkors av Hederslegionen (Frankrike)
- riddare av Dygdiga regentens orden (Nepal)
- storkors av Nederländska Lejonorden (Nederländerna)
- kedja av Al-Hussein orden (Jordanien)
- riddare av Serafimsorden (Sverige)
- kedja av Manuel Amador Guerreros orden (Panama)
- kedja av Idris I:s orden (Libyen)
- kedja av Salomos sigills orden (Etiopien)
- kedja av Sankt Olavs orden (Norge)
- Tre ordnars band (Portugal)
- kedja av Hashemitiska stororden (Irak)
- kedja av Italienska republikens förtjänstorden (Italien)
- storkors av särskilda klassen Förbundsrepubliken Tysklands förtjänstorden (Tyskland)
- storkors med diamanter av Solorden (Peru)
- kedja av San Martín Befriarens orden (Argentina)
- riddare av Chakriorden (Thailand)
- kedja av Självständighetsorden (Tunisien)
- kedja av Finlands Vita Ros’ orden (Finland)
- storkors av Nationella Lejonorden (Senegal)
- storkors av Liberias pionjärernas orden (Liberia)
- storkors av Afrikas stjärnas orden (Liberia)
- kedja av Krysantemumorden (Japan)
- storkors av Hjältemods orden (Kamerun)
- storkors av Leopoldsorden (Belgien)
- storkors av Frälsarens orden (Grekland)
- storkors av Isländska falkorden (Island)
- kedja av Chilenska förtjänstorden (Chile)
- storkors av Österrikiska förtjänstorden (Österrike)
- kedja av Södra korsets orden (Brasilien)
- 1 klass av Al-Nahayyans orden (Abu Dhabi)
- storkors av Ekvatorstjärnas orden (Gabon)
- kedja av Högsta solens orden (Afghanistan)
- riddare av Nassauska Gyllene lejonets orden (Luxemburg)
- 1 klass av Jugoslaviska Stjärnans orden (Jugoslavien)
- kedja av Mexikanska Aztekiska Örnorden (Mexiko)
- storkors av Leopardorden (Zaire)
- 1 klass av Indonesiska stjärnorden (Indonesien)
- kedja av Nilorden (Egypten)
- kedja av Mubarak den Stores orden (Kuwait)
- kedja av Al-Khalifas orden (Bahrain)
- kedja av Jakobs Svärdsorden (Portugal)
- 1 klass av Omanorden (Oman)
- kedja av Karl III:s orden (Spanien)
- riddare av Mugunghwaorden (Sydkorea)
- riddare av Gyllene skinnets orden (Spanien)
- storkors av Republiken Polens förtjänstorden (Polen)
- storkors av Ungerska republikens förtjänstorden (Ungern)
- kedja av Boyacaorden (Colombia)
- kedja av Torn- och svärdsorden (Portugal)[47]
- riddare av Vita örnens orden (Polen)
- 1 klass av Vita lejonets orden (Tjeckien)
- storkors av Perus förtjänstorden (Peru)
- storkors av Rumänska Stjärnans orden (Rumänien)
- storkors av Kung Tomislavs orden (Kroatien)[48]
- specialklass av Vytautasorden (Litauen)[49]
- kedja av Terra Mariana-korsets orden (Estland)[50]
- kedja av Zayedorden (Förenade arabemiraten)[51]
- storkors av San Marinos orden (San Marino)[52]
- storkors av Drottning Sālote Topou III:s orden (Tonga)[53]
- guldklassen av Oliver Tambos följeslagares orden (Sydafrika)[54]
- storkors av Godahoppsuddens orden (Sydafrika)
- riddare av Kronorden (Brunei)
- hövding av Gyllene hjärtas orden (Kenya)
- hedersföljeslagare av Maltas förtjänstorden (Malta)[55]
- riddare av Presidents orden (Botswana)
- kedja av Rikskronorden (Malesien)
- kedja av Pakistanska halvmånes orden (Pakistan)
- storkommendör av Nigerflodens orden (Nigeria)
- riddare av Temasekorden (Singapore)
- riddare av Ghaazorden (Maldiverna)
- storkommendör av Republiken Gambias förtjänstorden (Gambia)
- Dominica Award of Honour (Dominica)
- Hederskedjan (Sudan)
- följeslagare av Ghanas stjärnas orden (Ghana)

Källa:

## Övriga utmärkelser
Drottningen var hedersdoktor vid följande universitet:
- Oxfords universitet (1948)[57]
- Edinburghs universitet (1949)[58]
- University of London (1946)[59]
- University of Wales (1949)[59]